# Osredek pri Krmelju
Osredek pri Krmelju este o localitate din comuna Sevnica, Slovenia, cu o populație de 123 de locuitori.